# Station Niemodlin
Station Niemodlin is een spoorwegstation in de Poolse plaats Niemodlin.